# Hemileuca slosseri
Hemileuca slosseri is een vlinder uit de familie nachtpauwogen (Saturniidae), onderfamilie Hemileucinae.
De wetenschappelijke naam van de soort is voor het eerst geldig gepubliceerd door Peigler & Stone in 1989.